# Georg Lemberger
Georg Lemberger (* um 1490–1500 in Landshut; † um 1540–1545) war ein deutscher Maler und Holzschneider der Reformationszeit.

## Leben und Wirken
Georg Lemberger war vermutlich ein Verwandter – möglicherweise der Bruder oder gar Sohn – des Landshuter Bildschnitzers Hans Leinberger. Ob und inwieweit beide Künstler mit dem nur spärlich durch Archivalien nachweisbaren Nürnberger Maler und Bildschnitzer Simon Lainberger verwandt waren, ist ungewiss. Nach einer Lehre, wohl bei Hans Leinberger und danach beim Hofmaler von Ludwig X., Hans Wertinger, genannt „Schwab“, in Landshut, führte ihn sein Weg nach Regensburg. Dort lernte er bei Albrecht Altdorfer und hatte u. a. maßgeblichen Anteil an den Miniaturen zum „Triumphzug Kaiser Maximilians“. Um 1520 ist er mit einem Tafelbild, der „Bekehrung Pauli“, im Bistum Naumburg-Zeitz nachweisbar. Hier oder möglicherweise auch schon in Leipzig schuf er 1522 das Epitaph für Valentin Schmidburg, heute im Museum der bildenden Künste Leipzig.

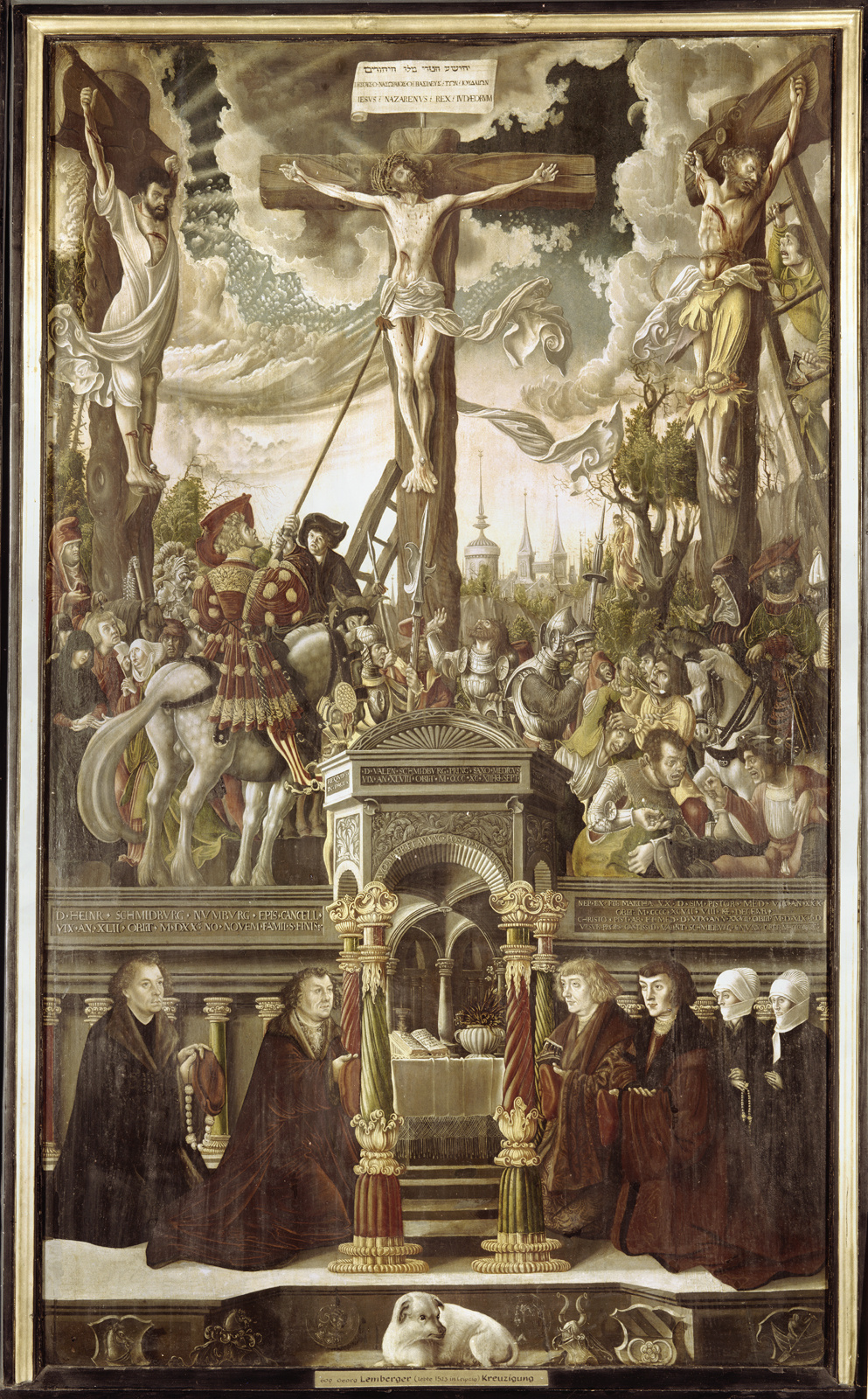
Epitaph für Valentin Schmidburg (1522)

1523 erlangte er das Bürgerrecht in Leipzig und wurde dort mehrfach aktenkundig. 1532 wurde Lemberger als überzeugter Lutheraner durch Herzog Georg den Bärtigen aus Leipzig verbannt und ging nach Magdeburg. Dort illustrierte er die sogenannte „Niederdeutsche Bibel“ des Johannes Bugenhagen mit 117 Holzschnitten. Zum letzten Mal archivalisch nachweisbar ist der Künstler im Jahr 1537 in Leipzig, wo er die Ostermesse besuchte. Danach verliert sich seine Spur. Wahrscheinlich starb er zwischen 1540 und 1545 in Magdeburg oder Leipzig.
Neben den wenigen von seiner Hand erhaltenen Gemälden sind vor allem seine Holzschnitte für die Kunst der Reformationszeit bedeutend und vorbildhaft, insbesondere seine Illustrationen zum ersten Teil der Lutherbibel von 1523 (Drucker Nickel Schmidt, Leipzig), zum „Newen und Allten Testament Deutzsch“ von 1524/25 (Drucker Melchior Lotter d. J., Wittenberg), sowie zur sogenannten „Niederdeutschen Bibel des Johannes Bugenhagen“ (Drucker Michel Lotther, Magdeburg), in denen sich Lemberger stark an den Stil seines Verwandten Hans Leinberger und den sogenannten Donaustil anlehnt.

## Werke

### Gemälde

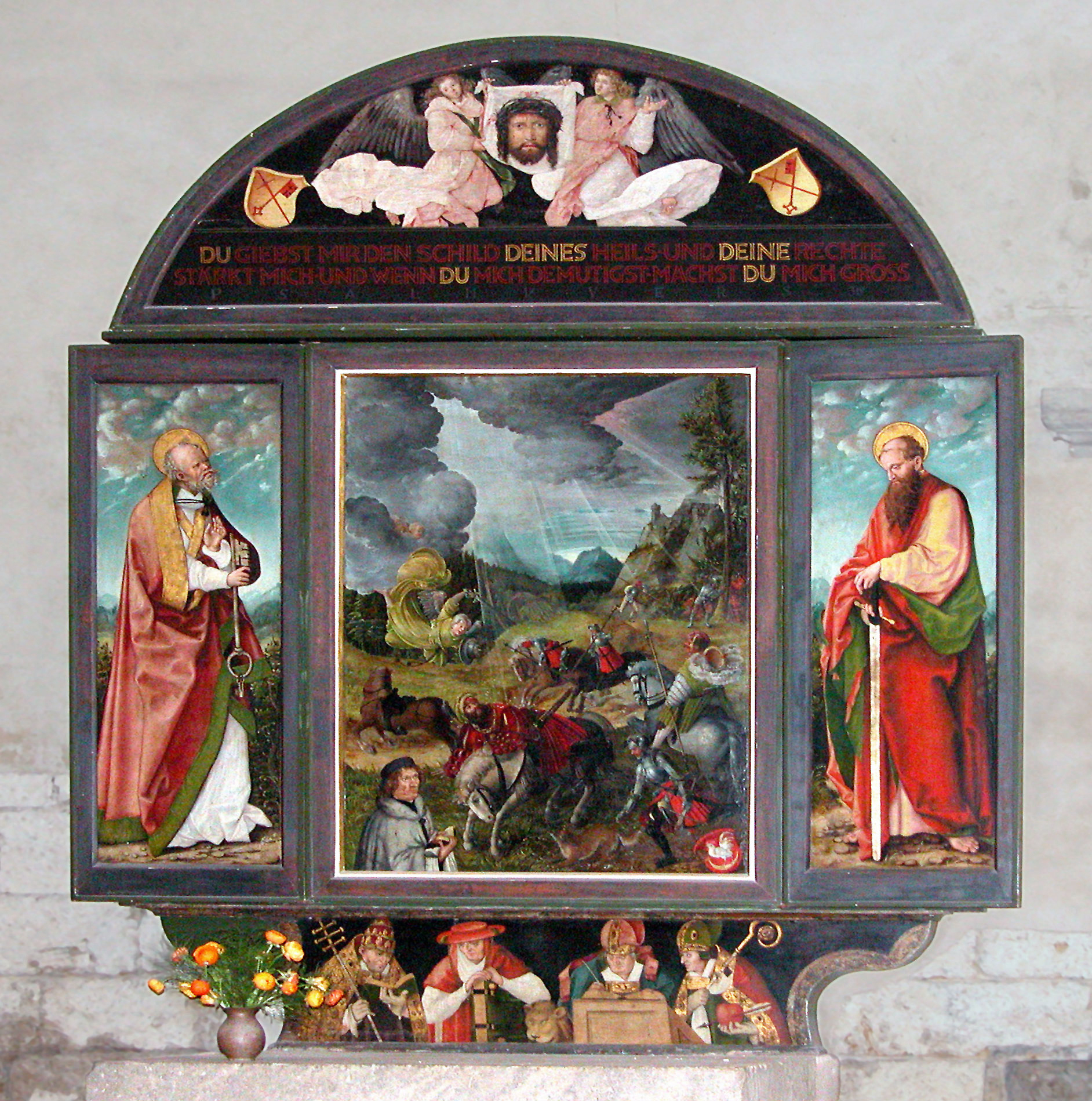
Bekehrung des Paulus, Naumburger Dom

- Bekehrung des Paulus, Naumburger DomKreuztragung Christi auf der Rückseite der Predella des Moosburger Hochaltars, St. Kastulus (Moosburg an der Isar), 1511, (wohl in der Werkstatt Hans Wertingers, genannt Schwab).
- (Urheberschaft aus stilistischen Gründen fraglich): St. Georg befreit die Prinzessin, um 1520, Uffizien, Florenz
- Bekehrung Pauli, um 1522, Naumburger Dom
- Epitaph für Valentin Schmidburg, 1522, Museum der bildenden Künste, Leipzig
- Kreuzigung in der Kirche zu Lössen (Ortsteil von Schkopau), 1522, (seit 1975 verschollen)
- Ungarn- (oder Türken-) Schlacht/Die erste Tuerkenbelagerung Wiens im Jahre 1529 im Merseburger Dom
- Sündenfall und Erlösung, 1535, Germanisches Nationalmuseum, Nürnberg

### Holzschnitte (Auswahl)

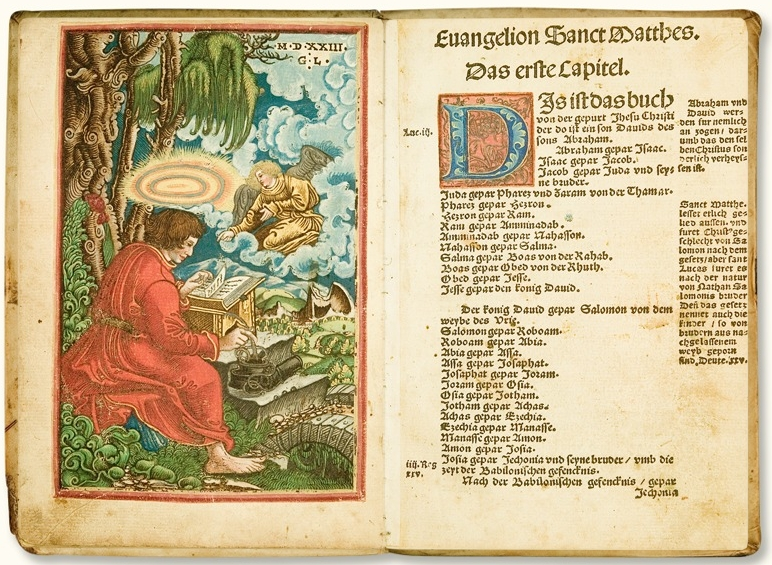
Anfang des Matthäusevangeliums mit Matthäus-Holzschnitt Lembergers (datiert 1523)

- Titelholzschnitt und Holzschnitt mit den vier böhmischen Patronatsheiligen zum Prager Missale, Melchior Lotter d. Ä., Leipzig 1522
- Illustrationen zum Neuen Testament, Melchior Lotter d. J., Wittenberg 1524
- Illustrationen zum Alten Testament, Teil 1 und 2 (inklusive Samson-Zyklus) von 1524, sowie zu Teil 3 von 1525, Melchior Lotter d. J., Wittenberg.
- Großes Vollwappen des Kardinals Albrecht von Brandenburg im Lectionarius Ecclesie collegiate sanctoru(m) Mauricij & Marie Magdalenae(...), Melchior Lotther d. Ä., Leipzig 1525
- Titelholzschnitt und Illustrationen zum sog. Emser-Testament (Das naw testament), Wolfgang Stöckel, Dresden 1527
- Titelholzschnitt zum „Sachsenspiegel“, Melchior Lotter d. Ä., Leipzig 1528
- 117 Holzschnitt-Illustrationen für die Ausgabe der Niederdeutschen Bibel von Johannes Bugenhagen,  Michael Lotter, Magdeburg 1536
- 8 Holzschnitt-Illustrationen für die auf die Niederdeutsche Bibel des Johannes Bugenhagen folgenden Wittenberger Bibelausgaben ab 1540 (dort auch Wiederverwendung der 117 Magdeburger Holzschnitte)
- Titelholzschnitt und zwei Folio-Holzschnitte zur Josua- und Hiob-Geschichte für die Schwedische Bibel Gustav Wasas (Biblia / thet aer / all then Helgha Scrifft / pa Swensko), Jürgen Richolff, Upsala 1541

### Neuzuschreibungen/Digitalisate seit 2010
- Hamburger Kunsthalle: Vier Männerköpfe, Federzeichnung, Inv.-Nr. 1975-43
- Metropolitan Museum of Modern Arts, New York: Landsknecht mit Fass, Weiß gehöhte Federzeichnung, Inv.-Nr. 1998.192
- Bibliotheca Jagiellonska, Krakau: "Goliath-Fechtbuch", Augsburg/Landshut 1530-40  (anteilig): Colorierte Federzeichnungen, (MS.Germ.Quart.2020)